# Балтабаев, Ойбек Улукбекулы
Ойбек Улукбекулы Балтабаев (каз. Айбек Ұлықбекұлы Балтабаев; род. 13 июня 1994, Туркестан) — казахстанский футболист, полузащитник.

## Клубная карьера
Футбольную карьеру начал в 2016 году в составе клуба «Мактаарал». 8 марта 2017 года в матче против клуба «Актобе» дебютировал в казахстанской Премьер-лиге. 19 апреля 2017 года в матче против клуба «Тараз» дебютировал в кубке Казахстана.

## Карьера в сборной
25 марта 2015 года дебютировал за сборную Казахстана до 21 года в матче против сборной Финляндии до 21 лет (0:3).

## Достижения
«Кайрат»
- Серебряный призёр чемпионата Казахстана: 2017
- Обладатель Кубка Казахстана: 2014, 2017
- Обладатель Суперкубка Казахстана: 2017

## Клубная статистика
| Игровая карьера | Игровая карьера | Игровая карьера | Лига | Лига | Кубок | Кубок | Межд. | Межд. | Др. | Др. |
| --------------- | --------------- | --------------- | ---- | ---- | ----- | ----- | ----- | ----- | --- | --- |
| 2016            | Мактаарал       | Б               | 24   | 0    | —     | —     | —     | —     | —   | —   |
| 2017            | Кайрат          | А               | 7    | 0    | 4     | 0     | —     | —     | —   | —   |
| 2019            | Иртыш           | А               | 3    | 0    | 1     | 0     | —     | —     | —   | —   |
| 2021            | Экибастуз       | Б               | 4    | 0    | 1     | 0     | —     | —     | —   | —   |
| 2022            | Хан-Тенгри      | В               | 21   | 1    | 1     | 0     | —     | —     | —   | —   |
| 2023            | Хан-Тенгри      | Б               | 8    | 0    | 3     | 1     | —     | —     | —   | —   |
| 2023            | Иле-Саулет      | В               | 6    | 0    | —     | —     | —     | —     | —   | —   |